# Iglesia de San Salvador de Biescas

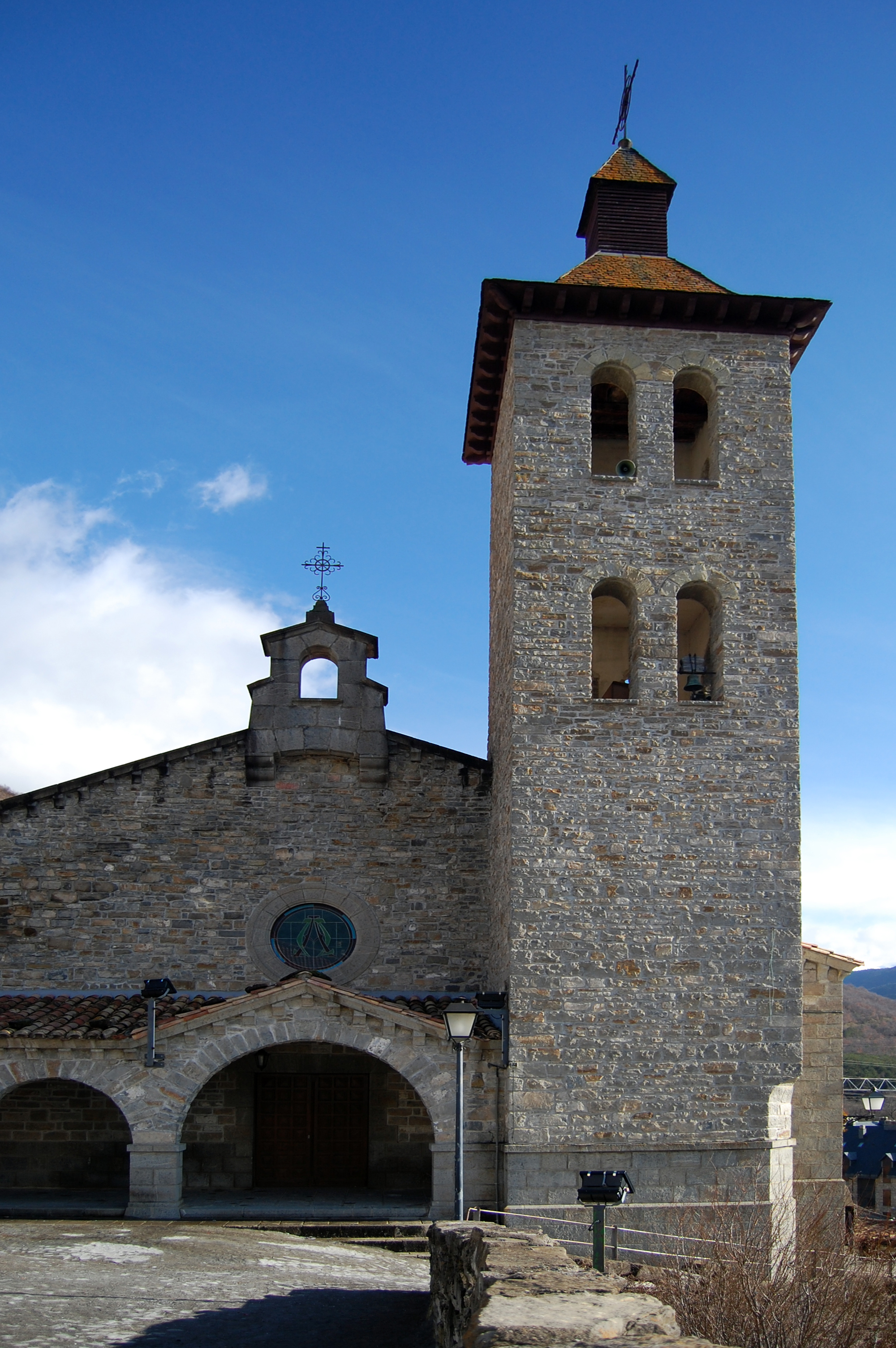
Torre y fachada de la iglesia.

La Iglesia de San Salvador es una iglesia románica situada en la villa de Biescas, en el Alto Gállego. La Iglesia da nombre a uno de los dos barrios de la localidad (Barrio del Salvador), siendo su iglesia parroquial. Se encuentra situada en la margen izquierda del río Gállego.
La iglesia se compone de una única nave. El ábside cubierto por una bóveda de medio cañón, es la única parte que se conserva de la estructura románica original, dado que el resto fue destruido en la Guerra Civil Española. En el exterior pueden observarse marcas de cantero, como una "E" redondeada u otra que representa un báculo.